# Breville Group
Breville Group Limited eller Breville er en australsk producent af husholdningselektronik, der er baseret i Sydney. Deres brands inkluderer: Breville, Kambrook, Ronson (udenfor Nordamerika), Sage, Solis, Gastroback, Stollar, Catler, Bork og Riviera&Bar.
Breville-mærket kendes bedst for sine blendere, kaffemaskiner, toastere, elkedler, mikroovne og toastovne.
Virksomheden blev etableret i 1932 af Bill O’Brien og Harry Norville.